# Plastic Box
Plastic Box — бокс-сет британской группы Public Image Ltd, вышедший в 1999 году, ограниченным тиражом, переиздан в 14 декабря 2009 года. Бокс-сет содержит 4 CD диска, которые охватывают всю карьеру PiL, начиная от их дебюта 1978 — до того как группа взяла перерыв в 1992.

## Название и упаковка
Название бокс-сета, аналогично названию альбома «Metal Box». Оба название происходят от типа коробки. По задумке сборник должен был выйти в металлической коробке, и с другим названием, но Virgin не выделили достаточное количество средств.
Plastic Box содержит 36-страничный буклет с фотографиями и пометками Джона Лайдона. Альбом включает би-сайды, миксы и редкие песни, которые никогда не выходили на CD.

## Содержание
- First Issue — 7 песен из 8, кроме песни «Fodderstompf», плюс би-сайд «The Cowboy Song».

- Metal Box — 6 песен из 12, плюс три песни с передачи BBC John Peel, две песни от 12" сингла «Death Disco», и би-сайд «Another».

- The Flowers of Romance — 8 песен из 9, плюс Flowers of Romance (12"), редкий трек «Pied Piper» и би-сайд «Home is Where the Heart is».

- This Is What You Want… This Is What You Get — 6 песен из 8, плюс сингл версия песни «Bad Life», неизданный ремикс песни «This is Not a Love Song», песня «Blue Water» и би-сайд «Question Mark».

- Album — 6 песен из 7, кроме песни «Bags».

- Happy? — 3 трека из 8, плюс «Seattle», «Angry» и US 12" микс песни «The Body». Также включает би-сайд «Selfish Rubbish».

- 9 — 3 песни из 10, плюс «Warrior (UK 12» Remix)", сингл «Don’t Ask Me» и редкий трек «Criminal».

- That What Is Not — 6 песен из 10, четыре из них сессия Mark Goodier.

## Список композиций

### Диск 1
1. «Public Image»
2. «The Cowboy Song»
3. «Theme»
4. «Religion I»
5. «Religion II»
6. «Annalisa»
7. «Low Life»
8. «Attack»
9. «Poptones» (BBC John Peel Session)
10. «Careering» (BBC John Peel Session)
11. «Chant» (BBC John Peel Session)
12. «Death Disco» (12" Remix)
13. «1/2 Mix Megamix»
14. «No Birds Do Sing»
15. «Memories»

### Диск 2
1. «Another»
2. «Albatross»
3. «Socialist»
4. «The Suit»
5. «Bad Baby»
6. «Radio 4»
7. «Pied Piper»
8. «Flowers of Romance» (Single Version)
9. «Four Enclosed Walls»
10. «Phenagen»
11. «Track 8»
12. «Hymie’s Him»
13. «Under the House»
14. «Banging the Door»
15. «Go Back»
16. «Francis Massacre»
17. «Home Is Where the Heart Is»

### Диск 3
1. «This Is Not a Love Song» (12" Remix)
2. «Blue Water»
3. «Bad Life» (Single Version)
4. «Question Mark»
5. «Solitaire»
6. «Tie Me to the Length of That»
7. «Where Are You?»
8. «The Pardon»
9. «1981»
10. «The Order of Death»
11. «F.F.F.»
12. «Rise»
13. «Fishing»
14. «Round»
15. «Home»
16. «Ease»

### Диск 4
1. «Seattle»
2. «Angry»
3. «The Body» (US 12" Mix)
4. «Selfish Rubbish»
5. «Disappointed»
6. «Happy»
7. «Warrior» (12" Extended Version)
8. «USLS 1»
9. «Don’t Ask Me»
10. «Criminal»
11. «Luck’s Up»
12. «God»
13. «Cruel» (BBC Mark Goodier Session)
14. «Acid Drops» (BBC Mark Goodier Session)
15. «Love Hope» (BBC Mark Goodier Session)
16. «Think Tank» (BBC Mark Goodier Session)